# Biozentrum der Universität Würzburg

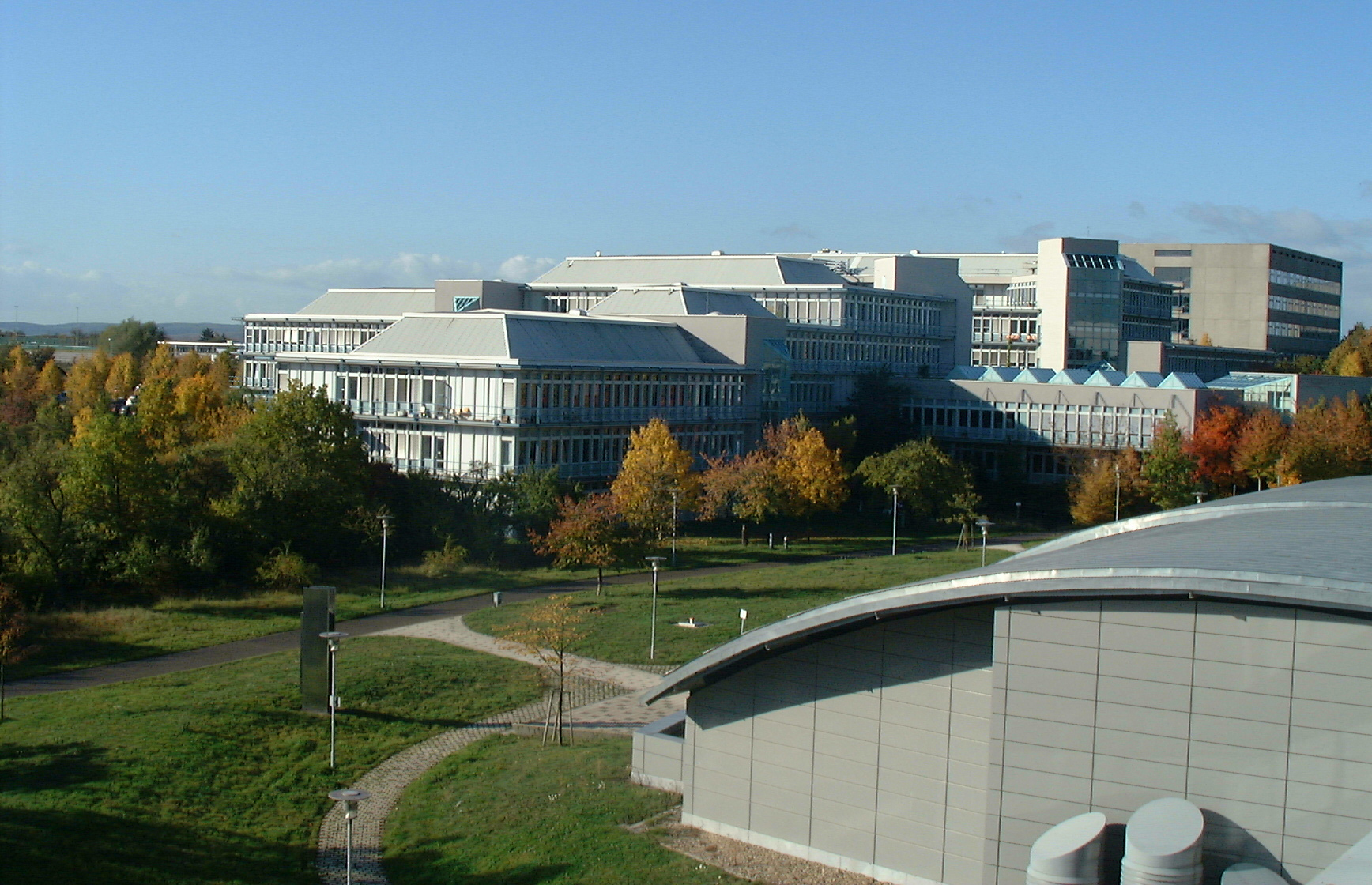
Biozentrum auf dem Hubland Süd Campus

Das Biozentrum der Universität Würzburg ist eine fakultätsübergreifende Einrichtung der Julius-Maximilians-Universität Würzburg. Es betreibt Grundlagenforschung und Lehre im Bereich der Lebenswissenschaften und verbindet die Fachbereiche Biologie, Chemie und Pharmazie sowie Medizin. Forschungsschwerpunkte sind Anpassung der Pflanzen, Mechanismen humaner Erkrankungen, Molekulare Biophysik und Netzwerke, Neuronale Steuerung des Verhaltens, Umwelt und organismische Interaktion sowie Zellfunktion und Organentwicklung.

## Geschichte und Ziele
Die Idee, ein Biozentrum an der Universität Würzburg zu errichten, hatten der Biochemiker Ernst Helmreich, sein Kollege Guido Hartmann und der Zoologe Martin Lindauer bereits in den 1970er Jahren. Zu dieser Zeit hatte sich die Naturwissenschaftliche Fakultät in mehrere, kleinere Fachbereiche aufgeteilt. Hartmann, Helmreich und Lindauer sahen die negativen Folgen der fortschreitenden Spezialisierung der Einzeldisziplinen. Sie hielten eine enge Zusammenarbeit zwischen Physik, Chemie, Biologie und Medizin für wünschenswert, ja dringend notwendig und ergriffen die Initiative zur Gründung eines Zentrums. Lehrstühle aus naturwissenschaftlichen Fakultäten sollten in einer neuen Institution zusammengefasst und dafür ein Gebäude errichtet werden.
Zum Zeitpunkt der Einweihung im Mai 1993 bezeichnete der Begriff „Biozentrum“ die in Deutschland zunächst einzige interfakultäre Einrichtung dieser Art. Nach dem Zusammenschluss mit den Pflanzenwissenschaften und verschiedenen Erweiterungen besteht das Biozentrum heute (Stand 2020) aus 15 Lehrstühlen (zehn aus der Fakultät für Biologie, einem aus der Fakultät für Chemie und Pharmazie und vier aus der Fakultät für Medizin), mehreren Nachwuchsgruppen sowie zentralen Forschungseinrichtungen.

## Profil
Als universitäre Einrichtung ist das Biozentrum wissenschaftlich breit aufgestellt, um Lehre in den Fächern Biologie, Biochemie und Medizin anbieten zu können. Geforscht wird sowohl auf der Ebene ganzer Organismen wie auch auf zellulärer und molekularer Ebene. Die Forschungsbereiche gliedern sich in Anpassung der Pflanzen, Mechanismen humaner Erkrankungen, Molekulare Biophysik und Netzwerke, Neuronale Steuerung des Verhaltens, Umwelt und organismische Interaktion sowie Zellfunktion und Organentwicklung.
Das Biozentrum setzt auf spezialisierte Gerätezentren (Core Facilities), um seinen Wissenschaftlern moderne Technologien zugänglich zu machen. Weiterhin entwickelt es selbst Technologien, um tiefer in den Bereich der Lebenswissenschaften vordringen zu können.
Mehrere Wissenschaftler des Biozentrums erhielten Preise (unter anderen den Leibniz-Preis, ERC Advanced und Starting Grants, Communicator-Preis).
Wichtige Entdeckungen erfolgten unter maßgeblicher Mitwirkung von Wissenschaftlern des Biozentrums. Beispiele sind die Arbeiten an der Rolle von G-Proteinen durch Ernst Helmreich, der Verhaltensphysiologie und Soziobiologie durch Bert Hölldobler, der Entwicklung der Neurogenetik durch Martin Heisenberg und der Optogenetik durch Georg Nagel.

## Studium und Nachwuchsförderung
Die Idee des Biozentrums ist, Studierende an einem interdisziplinär und international geprägten Ort der Forschung auszubilden. Die Wege zwischen Hörsaal und Labor, zwischen Erlernen der Theorie und praktischer Anwendung sind kurz. Die hohe fachliche Breite kommt den unterschiedlichen Interessen der Studierenden entgegen, die sich später in einem aktiven Forschungsumfeld spezialisieren können. Studienkoordinatoren des Instituts begleiten und beraten Studierende während ihrer Ausbildung.
Für den fortgeschrittenen und selbständig forschenden Nachwuchs stehen Räume und Zugang zur Institutsinfrastruktur zur Verfügung. Gegenwärtig (Stand 2020) sind am Biozentrum fünf mit Emmy Noether oder Heisenberg Stipendien geförderte Nachwuchsgruppen aktiv.

## Lehrstühle und Einrichtungen
Das Biozentrum hat zurzeit (Stand 2020) 15 Lehrstühle:
- Biochemie – Utz Fischer
- Biochemie und Molekularbiologie – Martin Eilers
- Biochemie und Zellbiologie – Christian Häring
- Bioinformatik – Thomas Dandekar
- Biotechnologie und Biophysik – Markus Sauer
- Entwicklungsbiochemie – Manfred Gessler
- Humangenetik – Thomas Haaf
- Mikrobiologie – Thomas Rudel
- Molekulare Pflanzenphysiologie und Biophysik – Rainer Hedrich
- Neurobiologie und Genetik – Charlotte Helfrich-Förster
- Ökophysiologie und Vegetationsökologie – Markus Riederer
- Pharmazeutische Biologie – Martin J. Müller
- Tierökologie und Tropenbiologie – Ingolf Steffan-Dewenter
- Verhaltensphysiologie und Soziobiologie – Wolfgang Rössler
- Zell- und Entwicklungsbiologie – Markus Engstler

Weiterhin gibt es mehrere unabhängige Forscher- und Nachwuchsgruppen, Core Facilities sowie unterstützende Einrichtungen.

## Vom Institut verliehene Auszeichnungen und Veranstaltungen
Mit dem Theodor-Boveri-Lecture Award ehrt das Institut herausragende externe Wissenschaftler. Weiterhin vergibt es jährlich den „Biocentre Award“ für die drei besten Promotionsarbeiten, die am Biozentrum angefertigt wurden. Alle zwei Jahre wird der Marcella-Boveri-Preis an eine herausragende Nachwuchswissenschaftlerin vergeben.
Das Institut organisiert fächerübergreifende Kolloquien, die auch für die interessierte Öffentlichkeit zugänglich sind. Einzelne Forschungsgruppen bieten Führungen für Besuchergruppen und Schulklassen. Alle zwei Jahre können die Forschungsaktivitäten des Biozentrums in Rahmen des Campusfestivals der Universität Würzburg besichtigt werden.